# Булатка червона
Була́тка черво́на (Cephalanthera rubra) — рідкісна багаторічна рослина родини зозулинцевих. Занесена до Червоної книги України, Білорусі, Росії, Франції, Латвії та Естонії. Декоративна, лікарська культура.

## Опис
Трав'яниста рослина 25-70 см заввишки з тонким, прямим або трохи звивистим стеблом. Має висхідне, циліндричне кореневище, що складається з коренів двох типів: тонких та товстих. В товстих коренях відкладаються запаси поживних речовин, що дозволяють булатці тривалий час існувати у несприятливих умовах. Листки ланцетної форми, загострені, до 12 см завдовжки.
Суцвіття негусте, складається з 2-9 великих, запашних, лілово-рожевих квіток. Приквітки лінійно-ланцетні, майже дорівнюють зав'язі. Зовнішні листочки оцвітини ланцетні, дрібно опушені, до 2,5 см завдовжки, внутрішні — овально-ланцетні, коротші від зовнішніх. Губа білувата, на верхівці і по краях рожева. Зав'язь скручена, сидяча, опушена. Плід — коробочка. Квітне у червні-липні, плодоносить у серпні-вересні. Головний спосіб розмноження — насіннєвий. Крім того, рослина може розмножуватись вегетативно за допомогою тонких кореневищ, на яких утворюються нові пагони.
Число хромосом 2n = 36.

## Поширення

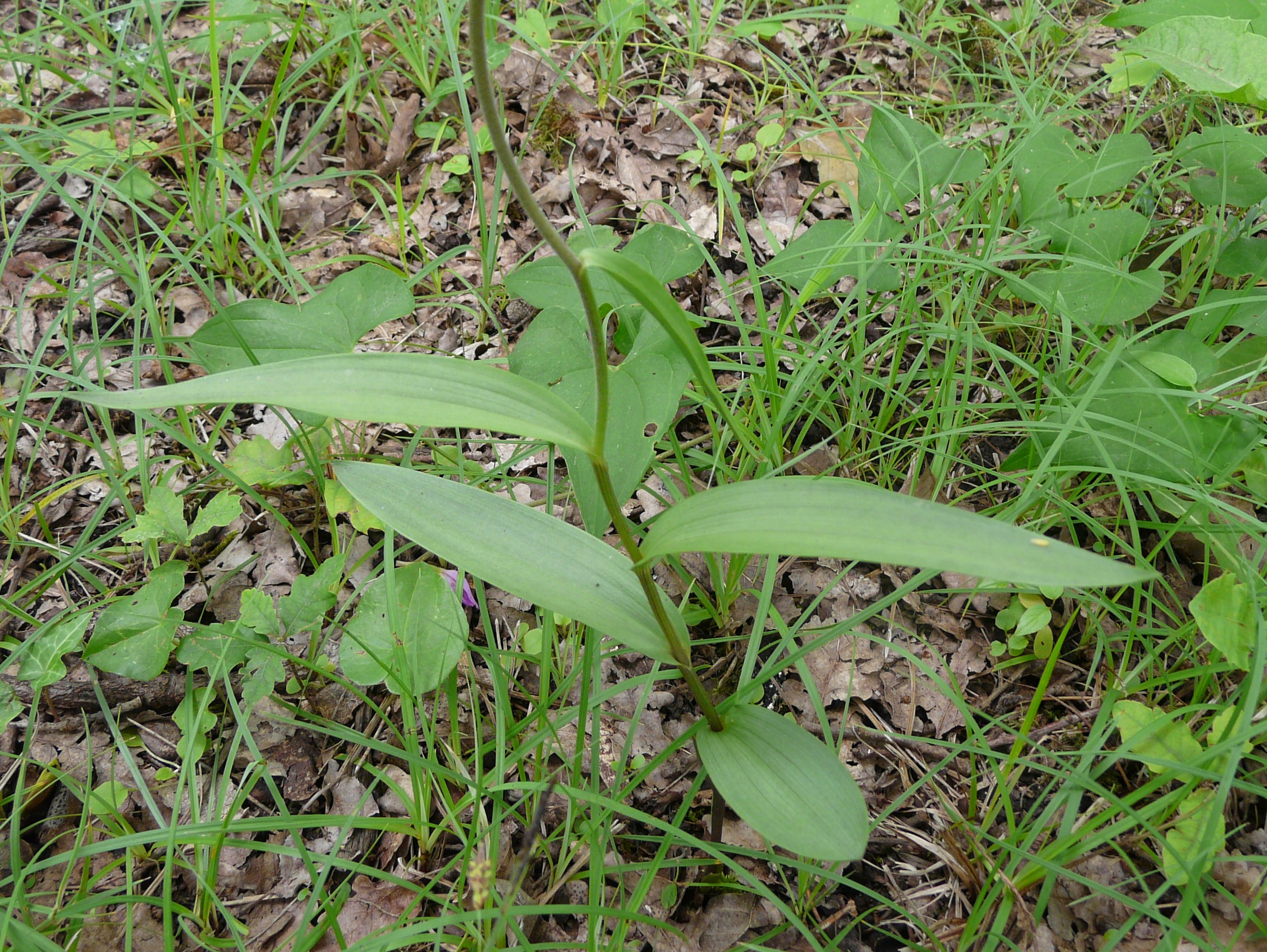
Листя

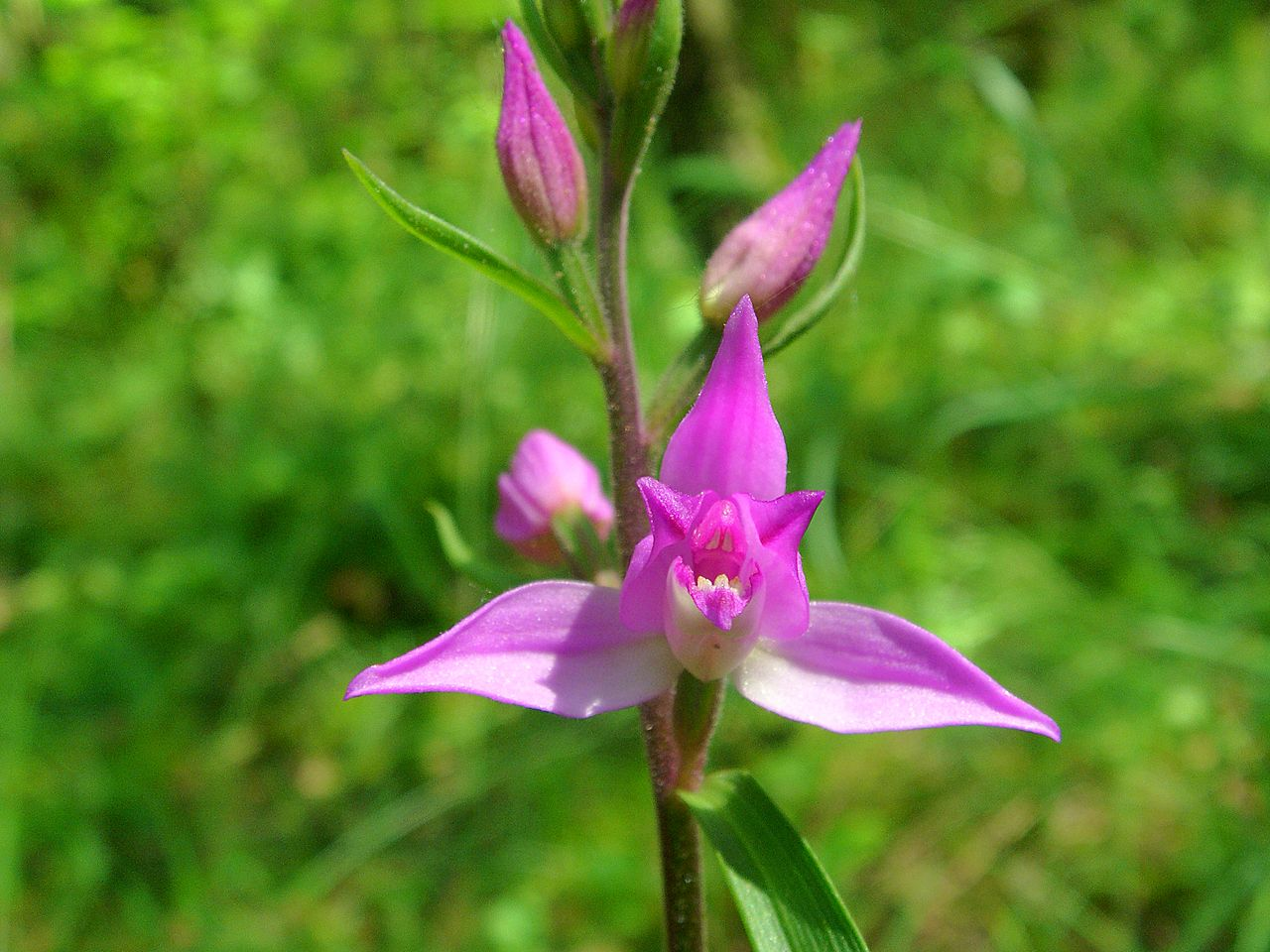
Окрема квітка

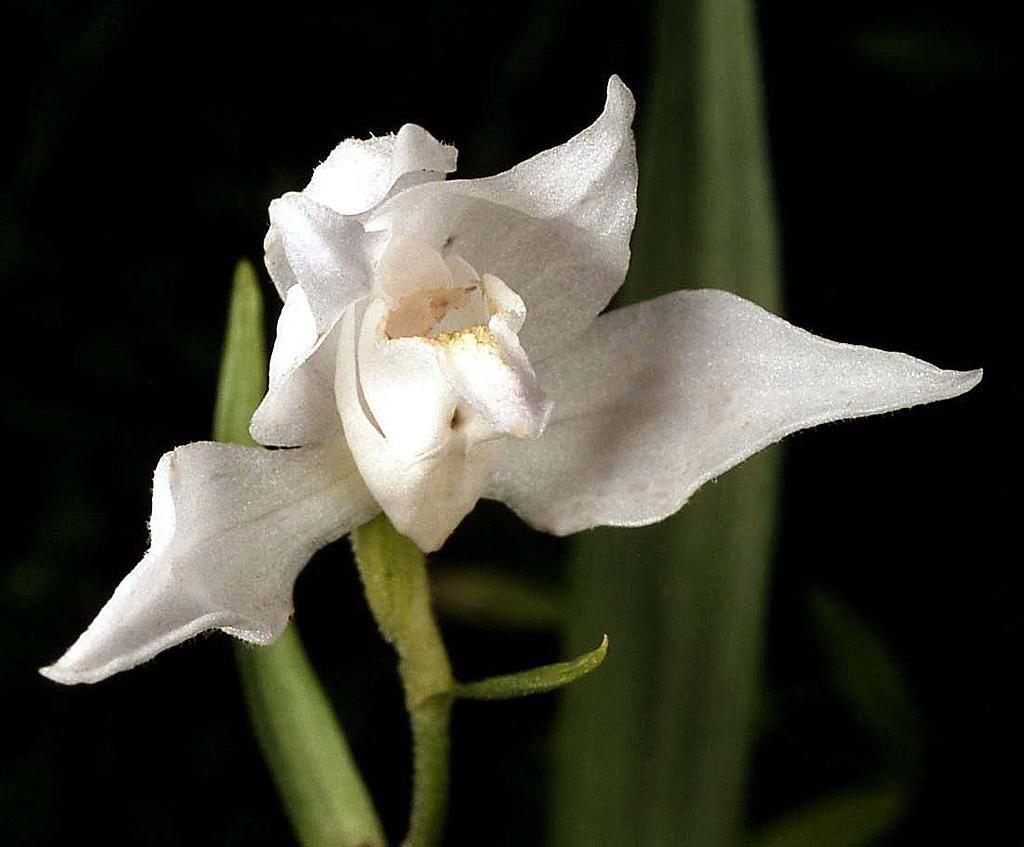
Білоквіткова форма

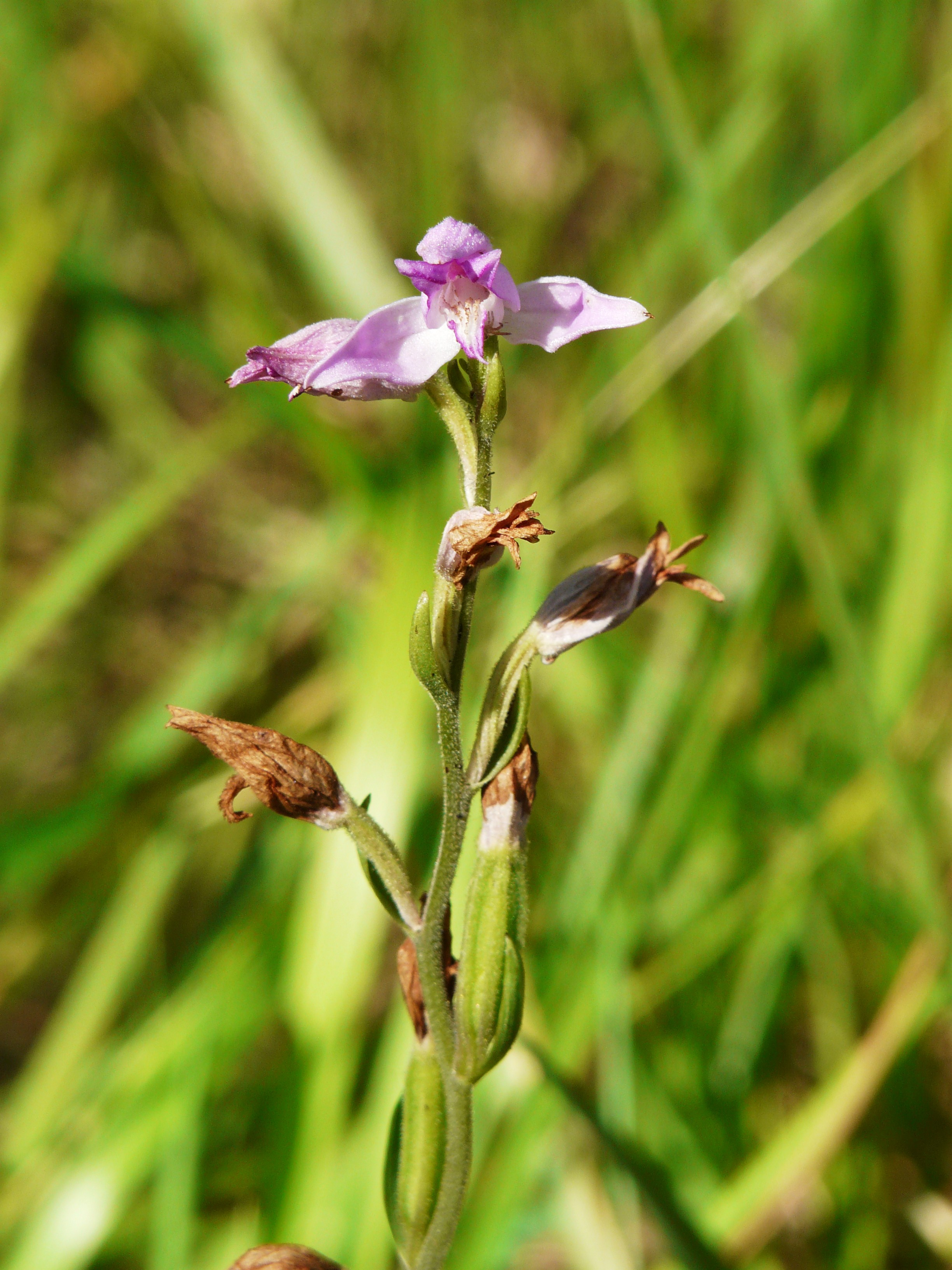
Недозрілі плоди

Зустрічається у Європі, на Кавказі, у Малій Азії, Ірані, Північній Африці. Зростає у хвойних та листяних лісах, переважно соснових, дубових та букових. Також поширена у чагарникових заростях, на узліссях. В Україні цю рослину можна зустріти в Карпатах, Поліссі (зокрема на території національного природного парку "Кременецькі гори" а також на території сільської ради с. Жолоби), на Поділлі (на території національного природного парку "Подільські Товтри", де виявлена на узліссі дубово-грабового лісу) Гірському Криму, загалом рідше у степових та лісостепових регіонах. В горах підіймається до висоти 1000–2600 м над рівнем моря.

## Екологія
Булатка червона невибаглива до вологості та кислотності середовища, проте полюбляє пухкі ґрунти з великим вмістом органічних речовин і вапна. Високий вміст вапна зумовлює більш яскраве забарвлення квіток. Ця рослина в однаковій мірі уникає як глибокої тіні, так і яскравих променів сонця. За недостатньої освітленості вона може до 20 років вести підземний спосіб життя.
Квіти не мають нектару, тому булатка червона приваблює запилювачів, імітуючи квіти дзвоників. Переважно її відвідують бджоли, також можливе самозапилення. Дрібне насіння розповсюджується за допомогою вітру (анемохорія). Оскільки насіння не містить ендосперму, для проростання воно мусить утворити мікоризу з грибом.
Охорона C. rubra передбачає збереження специфічних лісових біотопів для цього виду. При спостереженні реєструють кількість пагонів (вегетативних та генеративних), площу листя та кількість плодів на даній ділянці. Рекомендується збирати метрологічні дані (сума опадів та температура повітря), а також дані про затінення, рослинність на ділянці, наявність поблизу дзвіночків (Campanula sp.) та кількість лежачої деревини.

## Значення і статус виду
Цю орхідею зрідка використовують у народній медицині, вирощують у садках як декоративну культуру, проте через низький відсоток приживання, її поширення доволі обмежене. В Україні цю рослину можна побачити у колекціях Національного ботанічного саду ім. М. М. Гришка, ботанічному саді Львівського національного університету ім. Івана Франка. В Німеччині для того, щоб привернути увагу до рідкісного виду, в 2000 р. цю рослину було оголошено «Орхідеєю року».
Булатку червону охороняють у таких заповідниках та національних парках: Карпатському, Черемському, Канівському, Кримському, «Мис Мартьян», Ялтинському гірсько-лісовому, Карадазькому, «Розточчя», Карпатському НП, Ужанському, «Синевир», «Подільські Товтри», «Святі гори». Головними факторами, що спричинюють вимирання рослин, є вирубка лісів та збір квітів для букетів.

## Систематика
У межах таксона відомо 2 форми, причому одна з них відрізняється білим кольором квіток. Також існують гібриди булатки червоної з близькими видами — булаткою великоквітковою і довголистою.
Форми
- Cephalanthera rubra f. alba Raynaud, 1985
- Cephalanthera rubraf. comosa (Tineo) Robatsch, 2000

Гібриди
- Cephalanthera × mayeri (Zimm.) Cam., 1929 = (Cephalanthera rubra × Cephalanthera damasonium)
- Cephalanthera × otto-hechtii Keller, 1930 = (Cephalanthera rubra × Cephalanthera longifolia)

## Синоніми
- Cymbidium rubrum (L.) Sw., 1799
- Dorycheile rubra (L.) Fuss, 1866
- Epipactis purpurea Crantz, 1769
- Epipactis rubra (L.) F.W.Schmidt, 1767
- Helleborine rubra (L.) Schrank, 1814
- Limodorum rubrum (L.) Kuntze, 1866